# Championnats d'Afrique d'aviron 2015
Navigation
Édition précédente Édition suivante
Les championnats d'Afrique d'aviron 2015, onzième édition des championnats d'Afrique d'aviron, ont lieu du 9 au 11 octobre 2015 à Tunis, en Tunisie. Les épreuves ont lieu sur le lac de Tunis.

## Podiums seniors

### Hommes
| Épreuves                           | Or                                                                                    | Argent                                                                     | Bronze                                                                               |
| ---------------------------------- | ------------------------------------------------------------------------------------- | -------------------------------------------------------------------------- | ------------------------------------------------------------------------------------ |
| Skiff M1x                          | Nour Eldin Younis (EGY)                                                               | Sid Ali Boudina (ALG)                                                      | Peter Purcell-Gilpin (ZIM)                                                           |
| Skiff poids légers LM1x            | Mohamed Taieb (TUN)                                                                   | Sid Ali Boudina (ALG)                                                      | Mohamed Nofel (EGY)                                                                  |
| Deux de couple M2x                 | Égypte Abdelkhalek El-Banna Moustafa Feyala                                           | Algérie Abdenour Zouad Mahdi Mechti                                        | Angola André Matias Jean-Luc Rasamoelina                                             |
| Deux de couple poids légers LM2x   | Égypte Mohamed Nofel Omar Elsobhy Emira                                               | Algérie Mohamed Ryad Garidi Kamel Aït Daoud                                | Angola André Matias Jean-Luc Rasamoelina                                             |
| Quatre de couple poids légers LM4x | Algérie Mohamed Ryad Garidi Mohamed Abderraouf Djouimai Chaouki Dries Kamel Aït Daoud | Égypte Ebrahim Hamatou Mohamed Nofel Mohamed Hossam Aly Omar Elsobhy Emira | Tunisie Mohamed Moemen Mejri Mohamed Khalil Mansorri Abdallah Adouini Skander Cherni |

### Femmes
| Épreuves                         | Or                               | Argent                                      | Bronze                                |
| -------------------------------- | -------------------------------- | ------------------------------------------- | ------------------------------------- |
| Skiff W1x                        | Amina Rouba (ALG)                | Heba Ahmed (EGY)                            | Anessa Aicha Ghomman (TUN)            |
| Skiff poids légers LW1x          | Amina Rouba (ALG)                | Khadija Krimi (TUN)                         | Fatma Rashed (EGY)                    |
| Deux de couple poids légers LW2x | Algérie Nawel Chiali Amina Rouba | Tunisie Khadija Krimi Nour El Houda Ettaieb | Égypte Fatma Rashed Maryam Abdellatif |
| Deux de couple W2x               | Algérie Nawel Chiali Amina Rouba | Tunisie Khadija Krimi Nour El Houda Ettaieb | Égypte Ingy Abdelraouf Heba Ahmed     |

## Podiums juniors

### Hommes
| Épreuves              | Or                                                                                        | Argent                                                          | Bronze                                                       |
| --------------------- | ----------------------------------------------------------------------------------------- | --------------------------------------------------------------- | ------------------------------------------------------------ |
| Skiff JM1x            | Mohamed Kassab (EGY)                                                                      | Mohamed Ben Sidhom (TUN)                                        | Fares Bey (ALG)                                              |
| Deux de couple JM2x   | Tunisie Mohamed Khalil Mansorri Mohamed Ben Sidhom                                        | Égypte Saif Sayed Moustafa Mohamed                              | Maroc Hicham Benabdellah Ismail Bounhar                      |
| Quatre de couple JM4x | Tunisie Mohamed Moemen Mejri Nadher Ben Farhat Mohamed Khalil Mansorri Mohamed Ben Sidhom | Égypte Moustafa Mohamed Saif Sayed Moustafa Darwesh Omar Ismail | Algérie Amine Kerka Abdelhak Mchighel Fares Bey Adlene Larbi |

### Femmes
| Épreuves            | Or                                   | Argent                             | Bronze                                  |
| ------------------- | ------------------------------------ | ---------------------------------- | --------------------------------------- |
| Skiff JW1x          | Malek Ounis (TUN)                    | Nadia Negm (EGY)                   | Amira Sebbouh (ALG)                     |
| Deux de couple JW2x | Égypte Maryam Abdellatif Hend Arafat | Tunisie Cyrine Guellim Malek Ounis | Algérie Aziade Benkhelifa Amira Sebbouh |